# Almussafes
Almussafes település Spanyolországban, Valencia tartományban. Almussafes Alginet, Picassent, Sollana, Benifaió és Silla községekkel határos. Lakosainak száma 9057 fő (2024).

## Népesség
A település lakosságának változását az alábbi diagram mutatja:
| Lakosok száma | 7222 | 7459 | 7967 | 8300 | 8523 | 8744 | 8914 | 8967 | 8929 | 9057 |
|               | 2001 | 2004 | 2007 | 2009 | 2012 | 2014 | 2017 | 2019 | 2022 | 2024 |